# 枢機卿フェルナンド・ニーニョ・デ・ゲバラの肖像
『枢機卿フェルナンド・ニーニョ・デ・ゲバラの肖像』(すうききょうフェルナンド・ニーニョ・デ・ゲバラのしょうぞう、西: Retrato del cardenal Fernando Niño de Guevara、英: Portrait of Fernando Niño de Guevara) は、ギリシャ・クレタ島出身のスペインの巨匠エル・グレコがキャンバス上に油彩で制作した1600年頃の肖像画である。モデルについては、司教ベルナルド・デ・サンドーバル・イ・ロハスの名も挙げられているが、一般に枢機卿フェルナンド・ニーニョ・デ・ゲバラであると考えられている。H. O. ヘーヴマイヤーのコレクションに入った本作は、1929年にH. O. ヘーヴマイヤー夫人からの遺贈の形で、同じくエル・グレコの『トレド風景』などとともにニューヨークのメトロポリタン美術館に収蔵された。

## 作品
本作のモデルとされる枢機卿フェルナンド・ニーニョ・デ・ゲバラは1596年に枢機卿になり、異端審問所長官として名を馳せた。ゲバラは1599年から1618年までトレド大司教でもあった人物で、熱心なカトリック教会の改革論者であるとともに芸術の擁護者でもあった。ゲバラは1600年2月から3月、1601年と1604年にもトレドに滞在し、当時トレドに住んでいたエル・グレコはそのいずれかの訪問の時期にこの作品を描いたと考えられる。
本作の人物の寛大そうな容貌は、ヴェルディのオペラ『ドン・カルロ』で知られる凶暴な審問官のイメージとはいささか異なる。とはいえ、たとえモデルがゲバラ以外であったも、作品にはエル・グレコの肖像画家としての資質が存分に発揮されている。実際、枢機卿としての職階を象徴し、絶妙なテクニックで描かれている赤衣を纏い、厳しい顔貌に鋭い眼光を湛え、左右の手に内面の心理を吐露するこの肖像ほど、1つの地位にともなう普遍的な性格と、その地位にいる人物の個性を見事に融合した作例は少ないであろう。